# Cheumatopsyche costalis
Cheumatopsyche costalis är en nattsländeart som först beskrevs av Banks 1913.  Cheumatopsyche costalis ingår i släktet Cheumatopsyche och familjen ryssjenattsländor. Inga underarter finns listade i Catalogue of Life.